# キロフスク地区
キロフスク地区(ロシア語: Кировский район)とは、ロシア連邦レニングラード州を構成する17の地区の一つ。面積は2,590.46  km2。地区の中心地はキロフスク。人口は62,533人（2010）。

## 行政区画
- 町 (地区の管轄下):
  - キロフスク (Кировск)
  - オトラドノエ (Отрадное)
  - シュリッセリブルク (Шлиссельбург)
- 都市型集落 (地区の管轄下):
  - ムガ (Мга)
  - ナジヤ (Назия)
  - パブロヴォ (Павлово)
  - プリラドジスキー (Приладожский)
  - シヒャヴィノ (Синявино)

その他、地区の管轄下に5の農村（volosts）。